# Scettico blues
se di ogni cosa nel fondo non trovo che il mal;

quando il mio primo amore

mi sconvolse la vita

senza lusinghe pel mondo ramingo io vo

e me ne rido beffando il destino così.»
Scettico blues, noto anche come Scettico blu, è un brano musicale composto dal musicista Dino Rulli su un testo di Tommaso De Filippis nel 1919.

## Storia
Canzone 'ballabile' divenuta tanto famosa e nota per contenuto e 'immagini' evocate, da essere ormai considerata un prezioso documento degli anni Venti, la descrizione di un fenomeno di costume, di una filosofia di vita, un manifesto degli spettacoli di varietà del Tabarin.
L'identificazione canzone/personaggio descritto è talmente radicata che lo stesso titolo, italianizzato in Scettico Blu dalla censura fascista, diventerà un modo di dire corrente negli anni seguenti.
Lanciata dal tenore Antonio Etti nel 1919, la canzone diventa conosciuta nel 1920 grazie all'attore e "fine dicitore" Gino Franzi.

## Ispirazione e contenuto
Il protagonista è l'immagine, diventata proverbiale, dello scettico per eccellenza: dubbio, incredulità, insensibilità e distacco lo rendono impassibile e freddo di fronte a circostanze e persone; di conseguenza mitico e inarrivabile. Un primo e unico amore ha sconvolto la sua esistenza, ha trasformato l'uomo in un essere notturno, un viveur, che sotto un costruito aspetto signorile e impeccabile, si beffa di un destino crudele e, nauseato, sfoga tutto il suo cinico pessimismo contro l'amore vero e le ambiguità della società.
Anche l'evoluzione del genere musicale fa la sua parte: la canzone esaspera il languido foxtrot dell'epoca proiettandolo verso sonorità blues che verranno, mentre il testo raggiunge livelli di spregiudicatezza non ancora proposti o ascoltati.
Il tutto avrà un successo clamoroso, facendo leva sui pensieri pruriginosi e le smanie peccaminose di quel ceto medio di provincia che, nell'immediato dopoguerra, sogna, per distinguersi culturalmente e socialmente, vizio, alcool, fumo e droga attraverso gli spettacoli del tabarin.
Sarà proprio Franzi, seguito da Anna Fougez, a incarnare questo prototipo dannunziano tra l'erotico e il dissoluto, presentandosi in scena vestito come Guido da Verona: ghette, calzoni a righe, cravatta con la gobba, polsini a vista, monocolo, bastone di malacca e guanti gialli.

## Interpreti e incisioni
Dopo dieci anni di incontrastato dominio nel costume di un'epoca, sarà rivisitata ancora dai cabarettisti degli anni '50 e '60, che ne faranno interpretazioni dal dissacratorio al grottesco, dal serio all'esilarante in centinaia di incisioni.
Fra questi:
- Lydia Johnson, lancia la canzone all'estero, 1924
- Rino Salviati, 78 giri 1956[3]
- Aurelio Fierro, singolo e EP 1958
- Emilio Pericoli, album Amori d'altri tempi 1961[4] e EP 1962
- Luciano Virgili[5]
- Milva, in Le canzoni del Tabarin - Canzoni da cortile 1963
- Milly, 1965
- Claudio Villa, 1974
- Mina, nell'album Plurale 1976
- Gigi Proietti in un'apparizione televisiva (presumibilmente nel programma Sabato sera dalle nove alle dieci), che riprende la  caricatura dello scettico di Ettore Petrolini con Gastone[1]